# Економіка Ізраїлю
Економіка Ізраїлю — є ринковою, технологічно розвиненою, зі значною участю держави. Ізраїль вважається однією з найрозвиненіших країн у Південно-Західній Азії з економічного і індустріального розвитку.

## Тип у світових рейтингах
Класик російської економ-географії В. В. Вольський відносить Ізраїль до групи «економічно високорозвинутих країн», тип «країни переселенського капіталізму», але П. Масляк, Я. Олійник і А. Степаненко відносять його до середньорозвинутих країн, тип — країни, які досягли середнього рівня розвитку.

## Основні характеристики
За своїми характеристиками — це більш європейсько-американська, ніж азійська країна. Його промислові підприємства виробляють та експортують електронні компоненти, точні інструменти, зброю, пластмаси і добрива, папір, текстиль, одяг і продукти харчування. Головним промисловими центрами є Тель-Авів і Хайфа.

## Наявна інфраструктура
В Ізраїлі створена високорозвинена система міжнародних телекомунікацій. Базою іноземного туризму є морські пляжі і курорти, біблейські міста і місця Палестини, які відвідують прочани: євреї, християни і мусульмани.
Однією з найкраще розвинених галузей економіки є Банківська сфера

## Сільське Господарство
Однією з найперспективніших галузей  є виноробство.

## Міжнародні партнери
Зовнішня торгівля Ізраїлю дефіцитна. Торговими партнерами є США і ЄС.

## Економічне районування
У Ізраїлі виділяють 4 економічні райони.
- Промисловий. Тель-Авів і його околиці — ядро промислової, фінансової, торгової і культурної діяльності, що доповнюється в деяких місцях інтенсивним агровиробництвом.
- Приморський район сформувався навколо Хайфи, головного морського порту країни і центру важкої індустрії. У цьому районі, що тягнеться на схід до долини Їзреел і пагорбів Галілеї, розвинені сільське, рибне і лісове господарство, а також промисловість і судноплавство.
- Єрусалим і його околиці.
- Південний економічний район охоплює весь південь і займає ⅔ площі країни. Він тягнеться від середземноморського порту Ашдод на заході до Мертвого моря на сході, а на півдні досягає Ейлата.